# Моровник
Моровник је мало ненасељено острво у хрватском делу Јадранског мора.
Моровник се налази на самом почетку Олипског канала, северозападно од острва Олиб, од којег је удаљен око 2 km. Површина острва износи 0,201 km². Дужина обалске линије је 1,82 km.. Највиши врх на острву је висок 7 м.
На западној обали Моровника се налази светионик чији је домет 5 mi (8,0 km).